# The Color of Light
The Color of Light es una novela de William Goldman, publicada en 1984. Trata sobre la vida del escritor Charles 'Chub' Fuller, el cual mientras asistía a Oberlin Universidad de 1968 a 1972 canaliza sus experiencias de la infancia, escribiendo sobre ello, como el hijo único de un padre alcohólico, suicida y una madre con un fuerte temperamento y difícil de complacer, en una serie de historias cortas, que compartió sólo con su amigo Stanley 'Two-Brew' Kitchel.
El libro fue una de entre las muchas novelas autobiográficas de Goldman.

## Trama
El primera vez que Chub tiene el impulso de escribir, él ha sido testigo de una pelea entre la chica de sus sueños, B.J. Peacock, y su novio Del que se centra en un hombre, que sabiendo que nunca podrá ser capaz de hacer feliz a su mujer, pero que nunca sea capaz no quiere decir que no se pueda probar. Two-Brew es un crítico muy duro, pero Chub siente que tiene el regalo—su elogio más alto para cualquier cosa Chub ha escrito cuatro palabras: "a la siguiente"—lo que implica que  quiera leer más del trabajo de Chub. El padre deTwo-Brew lleva la prensa de Sutton en Nueva York, y en la primera visita de Chub a la ciudad de Nueva York, han aceptado publicar su primer relato corto.
Lo que ha escrito Chub continúa, normalmente después de un golde por una experiencia emocional en su vida diaria con una memoria de niñez, y resultados en una serie de cuentos.  Encima una escapada de Navidad,  visita su madre para sorprenderla con su cuento publicado, pero ella se ve retratada negativamente y explota.  Chub se va casi tan pronto como llega, y regrasa al dormitorio de Oberlin con unas semanas de vacaciones por Navidad, sin nada que hacer más que escribir.  Él saca a la luz una larga historia sobre el ascenso, la caída y el suicidio de su padre—la mejor historia que ha escrito, según Chub—pero Dos-Brew insiste que no es adecuado para un relato corto y que tendría que ser una novela. La historia de Chub continúa, pero el enfoque que había dado a sus estudios le hace fracasar y tras graduarse, se ve sin trabajo. Entonces después de la graduación, en verano, trabajaba en la barra de un bar, cuando Dos-Brew, ahora un joven ejecutivo en la editorial de su padre, sugiere que Chub una todos sus relatos y escriba un libro, como inicio a la novela de su padre.  Chub Está de acuerdo inmediatamente, pero Dos-Brew ya ha hecho el lanzamiento.  Entrega a Chub un sobre con dos cheques adelantados, y Chub se muda a Nueva York a escribir su novela.
El libro de relatos cortos es publicado en Bajo el Tiempo, y es un éxito.  Mientras Chub disfruta, su apartamento y su vida en Nueva York en general, básicamente no está escribiendo.  Está distraído por la enfermedad, y el regreso de B.J. Peacock a su vida, ahora divorciado con una hija joven Jesse, y consciente de que ella inspiró su primera historia.  Caen enamorados, se casan y Chub es muy feliz como marido y padre.  Aun así, los celos de B.J se extiende a su relación con Jesse, y durante un viaje de Hawái pensado para recuperar su felicidad, Jesse es ahogado por una bestial ola mientras estaba bajo el cuidado de Chub, lo que le lleva al divorcio y una largo y oscuro periodo para Chub.  Él enseña en la vieja escuela y es aterrorizado por un estudiante al que denunció por plagio.
Los años pasaron.  Chub vive en Nueva York donde busca otros escritores, estaba paralizado de rabia por suicidio de su padre, la muerte de Jesse y su divorcio.  En una fiesta para Two-Brew en la que celebraba su ascenso al frente de la editorial,  conoce a Bonita Kraus ("El Hueso"), una alta, intensa exmodelo con aspiraciones de escribir en el género Basura. Dos personas heridas, comparten intimidad de algún tipo, pero solo cuándo Sandy Smith, un joven fan de Bajo el Tiempo aparece en el camino de Chub y se queda, él siente el impulso de amar y escribir de nuevo.  Aun así, ella lo buscó porque otro hombre le dijo que era "Charley Fuller" el escritor de Bajo el Tiempo. Pero ocurre el trágico suceso de que Sandy cae muerta desde su ventana mientras Chup se va, y mientras tanto la policía parece convencida de que fue un suicidio, entonces Chub investiga a su antiguo alumno; ahora un paciente mental fugado, luego el hombre que se hace pasar por Charley Fuller.  Sus esfuerzos para desenredar el caso hacen que su impulso de ser escritor sea aún más fuerte, y entonces él elabora un resumen de la historia, que se la enseña a Two-Brew y obtiene la preciada redacción "En la siguiente".  Finalmente atrás coger el camino correcto, Chub busca fuera a The Bone, queriendo mudarse con ella para que ambos puedan escribir y apoyarse mutuamente, pero al contar su historia, The Bone se la escapa sin querer un detalle que la vincula con el asesinato de Sandy.  Chub, aterrorizado, solo puede repetirse a sí mismo que ese es un material excelente . Él solo tiene que vivir el tiempo suficiente para poder averiguar como usarlo.